# امید نیک‌فرجام
امید نیک‌فرجام (مشهد  ۱۳۵۱) از مترجمان و روزنامه‌نگاران ایرانی است. او ترجمه‌های متعددی در زمینه فیلم و سینما دارد.
او بابت ترجمه مقدمه‌ای بر روایت در ادبیات و سینما در رشته هنرهای نمایشی برگزیده بیست و ششمین دوره جایزه کتاب سال جمهوی اسلامی شد.

## آثار
بخش سینمایی:
- ۱ اتاق در بسته
- ۲ اهمیت نظریه از پولیس تا پسامدرنیسم
- ۳ تیرهای سقف را بالا بگذارید، نجاران و سیمور: پیشگفتار
- ۴ جوجه اردک زشت زیبایی آفرید
- ۵ خنده در تاریکی
- ۶ درخت شب (مجموعهٔ داستان کوتاه)
- ۷ زندگی واقعی سباستین نایت [رمان]
- ۸ سفید برفی
- ۹ سه‌گانهٔ نیویورک
- ۱۰ عاقبت کار
- ۱۱ فرنی و زویی
- ۱۲ فیلم‌های موزیکال کودکان، بررسی انتقادی و فیلم‌شناسی
- ۱۳ کاوش در الهیات و سینما
- ۱۴ گاو خشمگین
- ۱۵ گذرگاه میلر
- ۱۶ مفاهیم مذهبی و کلامی در سینما
- ۱۷ مقدمه‌ای بر روایت و ادبیات و سینما
- ۱۸ نما به نما
- ۱۹ هفته‌ای یه بار آدمو نمی‌کشه و داستان‌های دیگر
- ۲۰ هنر آمریکای لاتین در قرن بیستم
- ۲۱ آگراندیسمان و چند داستان دیگر نوشتهٔ خولیو کُرتاثار

....